# Talsperre Horse Mesa
Die Talsperre Horse Mesa (englisch Horse Mesa Dam) ist eine Talsperre mit Wasserkraftwerk im Maricopa County, Bundesstaat Arizona, USA. Sie staut den Salt River zu einem Stausee, dem Apache Lake, auf. Die Talsperre befindet sich ungefähr 104 km (65 miles) nordöstlich von Phoenix. Die Talsperre Theodore Roosevelt liegt ca. 18 km flussaufwärts und die Talsperre Mormon Flat ungefähr 22 km flussabwärts.
Mit dem Bau der Talsperre wurde 1924 begonnen. Sie wurde 1927 fertiggestellt. Die Talsperre dient in erster Linie der Stromerzeugung. Sie ist im Besitz von Salt River Project (SRP) und wird auch von SRP betrieben.

## Absperrbauwerk
Das Absperrbauwerk ist eine Bogenstaumauer aus Beton mit einer Höhe von 93 m (305 ft) über der Gründungssohle. Die Mauerkrone liegt auf einer Höhe von 585 m (1920 ft) über dem Meeresspiegel. Die Länge der Mauerkrone beträgt 201 m (660 ft). Die Dicke der Staumauer liegt bei 17,4 m (57 ft) an der Basis und 2,4 m (8 ft) an der Krone. Das Volumen des Bauwerks beträgt 123.858 m³ (162.000 cubic yards).
Die Staumauer verfügt sowohl über eine Hochwasserentlastung (an jeder Talseite eine) als auch über einen Grundablass. Über die Hochwasserentlastung können maximal 4247 m³/s (150.000 cft/s) abgeleitet werden, über den Grundablass maximal 198 m³/s (7000 cft/s).

## Stausee
Beim normalen Stauziel von 583,4 m (1914 ft) erstreckt sich der Stausee über eine Fläche von rund 10,75 km² (2656 acres) und fasst 302,37 Mio. m³ (245.138 acre-feet) Wasser.

## Kraftwerk
Das Kraftwerk befindet sich am Fuß der Talsperre. Die installierte Leistung beträgt 147 MW; sie lag ursprünglich bei 32 MW. Die drei anfänglich installierten Turbinen leisten jede maximal 9,9 (bzw. 11) MW. 1972 wurde eine zusätzliche Pumpturbine mit einer Leistung von 97 MW installiert. Die Pumpturbine wurde 2002 erneuert; dabei wurde eine Leistungssteigerung auf 115 MW durchgeführt. Die Jahreserzeugung schwankt: sie lag 2003 bei rund 231,6 und 2007 bei rund 64,5 Mio. kWh. Die Fallhöhe beträgt 81 m (266 ft).

## Geschichte

Die Baustelle im Oktober 1926

Die 1911 fertiggestellte Talsperre Theodore Roosevelt wurde errichtet, um das ungleichmäßige Abflussregime des Salt Rivers auszugleichen und um einen Speicherraum zu schaffen, durch den eine geordnete Bewässerung im Unterlauf des Salt Rivers möglich würde. Das Wasser aus dem Stausee sollte nur vom 1. April bis zum 1. Oktober eines Jahres abgelassen werden, um für Bewässerungszwecke verwendet zu werden.
Die Stromerzeugung im Kraftwerk der Talsperre Roosevelt war anfänglich nur einen Nebenprodukt. Während des 1. Weltkriegs stieg die Nachfrage nach Elektrizität jedoch an und die Manager der Salt River Valley Water Users' Association (der Vorläuferorganisation von Salt River Project) sahen darin die Möglichkeit, durch eine Steigerung der Stromerzeugung zusätzliche Einnahmen zu generieren. Dies löste jedoch bei den in der Association zusammengeschlossenen Landbesitzern Befürchtungen aus, dass das Wasser statt für die Bewässerung jetzt für die Stromerzeugung verwendet würde.
Daraus entstand schließlich der Plan, am Salt River unterhalb der Talsperre Roosevelt weitere Talsperren zu errichten, um das Wasser mehrfach nutzen zu können. In den 1920er Jahren wurden daher die Talsperre Mormon Flat (1923 bis 1925), die Talsperre Horse Mesa (1924 bis 1927) und die Talsperre Stewart Mountain (1928 bis 1930) errichtet.
Die Gesamtkosten für die Errichtung der Talsperre und des Kraftwerks werden mit 4,237 Mio. USD angegeben.